# مايكل جيبس
مايكل جيبس (بالإنجليزية: Michael Gibbs)‏ هو عازف جاز وملحن بريطاني، ولد في 25 سبتمبر 1937 في هراري في زيمبابوي.

## وصلات خارجية
- مايكل جيبس على موقع IMDb (الإنجليزية)
- مايكل جيبس على موقع ميوزك برينز (الإنجليزية)
- مايكل جيبس على موقع أول ميوزيك (الإنجليزية)
- مايكل جيبس على موقع ديسكوغز (الإنجليزية)
- مايكل جيبس على موقع قاعدة بيانات الفيلم (الإنجليزية)